# Condado de Vermillion
O Condado de Vermillion é um dos 92 condados do estado americano de Indiana. A sede do condado é Newport, e sua maior cidade é Clinton. O condado possui uma área de 673 km² (dos quais 8 km² estão cobertos por água), uma população de 16 788 habitantes, e uma densidade populacional de 25 hab/km² (segundo o censo nacional de 2000). O condado foi fundado em 1824.